# متلازمة كريغلر-نجار
متلازمة كريغلر نجار هو اضطراب نادر يؤثر على التمثيل الغذائي للبيليروبين التي تتكون من انهيار الهيم في كرات الدم الحمراء. ينتج الاضطراب في صورة عيب خلقي ينتج عنه يرقان غير انحلالي، مما يؤدي إلى ارتفاع مستويات البيليروبين غير المتوحد، وغالبًا ما يؤدي إلى تلف المخ عند الرضع.
تنقسم هذه المتلازمة إلى نوعين، الثاني منها يطلق عليه أحيانًا متلازمة أرياس. يشكّل هذين النوعين، جنبًا إلى جنب مع متلازمة غلبرت ومتلازمة دوبين-جونسون ومتلازمة الدوار، الخمس متلازمات العيوب الوراثية المعروفة في أيض البيليروبين. على عكس متلازمة غلبرت، لم يتم إحصاء سوى بضع مئات من حالات متلازمة كريغلر نجار.
سميت المتلازمة نسبة إلى طبيب الأطفال الأمريكي جون فيلدينغ كريغلر وطبيب الأعصاب اللبناني-الأمريكي فكتور أسعد نجار.

تتم المعالجة للنوع الثاني بالفينوباربيتال أو المعالجة الضوءية، والإنذار عادة جيد إذا تم الكشف المبكر